# یونش الکترونی

شمای یونیزاسیون الکترونی

یونش الکترونی (EI)، که قبلاً با عنوان یونیزاسیون ضربه الکترونی و یونیزاسیون بمباران الکترونی نیز شناخته می‌شد یک روش یونیزاسیون است که در آن الکترونهای پرانرژی با اتمها یا مولکولهای فاز جامد یا گازی برای تولید یونها در تعامل هستند. یونش الکترونی یکی از اولین تکنیک‌های یونیزاسیون بود که برای طیف‌سنجی جرمی توسعه یافت. با این حال، این روش هنوز هم یک روش پراستفاده یونیزاسیون است. این روش یک روش یونیزاسیون سخت (قطعه قطعه شدن بالا) محسوب می‌شود، زیرا از آن برای تولید یون‌ها از الکترون‌های بسیار پرانرژی استفاده می‌کند که منجر به تکه‌تکه شدن گسترده می‌شود و می‌تواند برای تعیین ساختار ترکیبات ناشناخته مفید باشد. یونش الکترونی برای ترکیبات آلی که وزن مولکولی زیر ۶۰۰ دارند، پرکاربردتر است. همچنین چندین ترکیب دیگر از نظر حرارتی پایدار و فرار در حالت جامد، مایع و گازی با استفاده از این روش هنگام همراهی با روشهای مختلف جداسازی قابل تشخیص است.

## تاریخچه

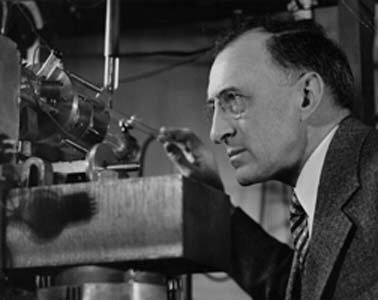
آرتور جی دمپستر

یونیزاسیون الکترونی برای نخستین بار در سال ۱۹۱۸ توسط آرتور جی. دمپستر فیزیکدان کانادایی-آمریکایی در مقاله "روش جدیدی از تحلیل اشعه مثبت " توصیف شد. این اولین طیف‌سنج جرمی مدرن بود و از اشعه‌های مثبت برای تعیین نسبت جرم به بار اجزای مختلف استفاده کرد. در این روش، منبع یون از پرتوی الکترون به کار رفته در یک سطح جامد استفاده می‌کند. آند با استفاده از فلزی که قرار بود مورد مطالعه قرار گیرد، به صورت استوانه ای ساخته شده‌است. پس از آن، توسط سیم پیچ متمرکز گرم می‌شود و سپس با الکترون‌ها بمباران می‌شود. با استفاده از این روش، دو ایزوتوپ لیتیم و سه ایزوتوپ منیزیم با وزن اتمی و نسبت‌های نسبی خود قادر به تعیین بودند. از آن زمان این تکنیک با اصلاحات و پیشرفت‌های بعدی مورد استفاده قرار گرفته‌است. استفاده از پرتو متمرکز یکنواخت الکترونها برای یونیزاسیون اتمها و مولکولهای فاز گاز توسط Bleakney در سال ۱۹۲۹ ساخته شد.

## قاعده کلی

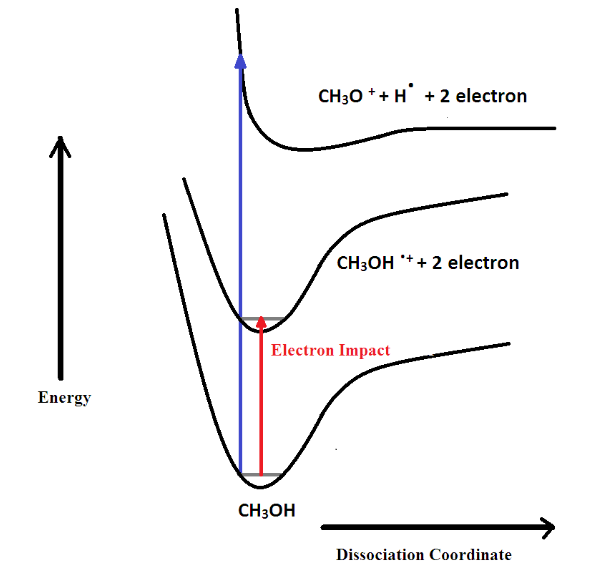
یونش الکترونیمتانول - منحنی‌های پتانسیل بورن-اوپنهایمر

در این فرایند، یک الکترون از مولکول آنالیت (M) در طی فرایند برخورد به بیرون منتقل می‌شود تا با تعداد کمی الکترون، مولکول را به یک یون مثبت تبدیل کند. واکنش فاز گازی زیر فرایند یونیزاسیون الکترونی را توصیف می‌کند
{\displaystyle {\ce {M{}+e^{-}->M^{+\bullet }{}+2e^{-}}}}

## موارد استفاده
از اوایل قرن بیستم یونیزاسیون الکترونی به دلیل تعداد زیاد کاربردهای ان یکی از محبوب‌ترین تکنیک‌های یونیزاسیون است. این کاربردها را می‌توان با روش درج نمونه استفاده شده طبقه‌بندی کرد. نمونه‌های مایع گازی و بسیار فرار از مانیفولد خلاء استفاده می‌کنند، مواد جامد و مایعات کم فرار از یک کاوشگر درج مستقیم استفاده می‌کنند و مخلوط‌های پیچیده از کروماتوگرافی گازی یا کروماتوگرافی مایع استفاده می‌کنند.

## مزایا و معایب
با استفاده از EI به عنوان روش یونیزاسیون در طیف‌سنجی جرمی مزایای مختلفی وجود دارد. این موارد در زیر آمده‌است.
| مزایای                               | معایب                                           |
| ------------------------------------ | ----------------------------------------------- |
| ساده                                 | مولکول باید فرار باشد                           |
| حساس                                 | مولکول باید از نظر حرارتی پایدار باشد           |
| کمک به تکه‌تکه شدن شناسایی مولکول‌ها   | تکه‌تکه شدن گسترده- نمی‌تواند داده‌ها را تفسیر کند |
| طیف اثر انگشت قابل جستجو در کتابخانه | دامنه مفید جرم کم است (<۱۰۰۰ دا)                |